# Something Necessary
Something Necessary ist eine Koproduktion von One Fine Day Films und Ginker Ink.

## Handlung
Der Film erzählt die Geschichte von zwei Menschen vor dem Hintergrund der öffentlichen Unruhen, die den kenianischen Präsidentschaftswahlen 2007/2008 folgten. Anne hat bei einem Gang-Überfall alles verloren: Ihr Mann ist tot, ihr Sohn liegt im Koma, sie wurde vergewaltigt und ihre Farm, das Zuhause ihrer kleinen Familie, wurde verwüstet und niedergebrannt. Die verwitwete Krankenschwester versucht mit den traumatischen Ereignissen zurechtzukommen und sich Stück für Stück und gegen alle Widerstände ihre Existenz zurückzuerarbeiten. Sie versucht zu vergeben und ist entschlossen ihrem Sohn eine neue Perspektive zu eröffnen.
Parallel porträtiert der Film einen jungen Mann, der in jener Nacht Mitglied der Gang war. Joseph ist sich der Tragweite seiner Handlung bewusst – wie findet man als Täter Frieden? Sowohl Joseph als auch Anne sind auf der Suche nach etwas, das ihnen nur der jeweils andere geben kann, um die schmerzhaften Erlebnisse der Vergangenheit zu verarbeiten und nach vorne zu blicken. Aber wem von beiden wird das gelingen?

## Hintergrund
Der Film entstand 2011 aus einem Workshop in Nairobi. Die gemeinsame Initiative von Tom Tykwers und Marie Steinmanns One Fine Day Films, DW Akademie und der kenianischen Produktionsfirma Ginger Ink. hat sich zum Ziel gesetzt, die Entwicklung des modernen afrikanischen Films zu unterstützen und talentierten Filmemachern dabei zu helfen, ihre Geschichten einem größeren Publikum zugänglich zu machen. 67 Teilnehmer aus neun afrikanischen Ländern waren 2011 eingeladen, ihre Fertigkeiten in den Bereichen Regie, Produktion, Drehbuch, Schnitt, Tongestaltung, Szenenbild und Kamera zu erweitern. Aus diesen Teilnehmern rekrutierte sich das Filmteam, welches drei Monate später unter der Regie von Judy Kibinge das Drehbuch des kenianischen Drehbuchautors Mungai Kiroga verfilmte.
Something Necessary handelt von den Auswirkungen der Wahlunruhen 2007 und den Spuren, die die Gewalt im Leben einzelner hinterließ, lange nachdem die Friedensverträge unterzeichnet waren. Der Film ist nach Soul Boy und Nairobi Half Life der dritte Spielfilm der Initiative. Der zweite Spielfilm der im Rahmen der Workshop-Initiative entstand, NAIROBI HALF LIFE von Tosh Gitonga, war 2012 der erste Film, den Kenia jemals für den Oscar einreichte.
Die One Fine Day Films-Workshop werden gefördert vom Bundesministerium für wirtschaftliche Zusammenarbeit und Entwicklung (BMZ), der Film- und Medienstiftung NRW, dem Goethe-Institut Kenia und ARRI Film & TV Services.

## Festivals
2013
- International Film Festival Rotterdam[1]
- CinemAfrica Stockholm[2]
- Durban International Film Festival[3]
- Shungu Namutitima international Film Festival (SHUNAFFoZ)
- Toronto International Film Festival[4]
- African film series
- Chicago International Film Festival[5]
- Festival de Cine Africano de Cordoba – FCAT[6]
- Sao Paulo International Film Festival aka Monstra
- Minneapolis-St. Paul International Film Festival[7]
- Festival Cinema Africano Verona[8]
- African studies association[9]
- Open Dock MOOOV[10]

2014
- Pan African Film Festival[11]